# Пикок, Гарри
Га́рри Пи́кок (англ. Harry Peacock, 1978) — британский комедийный актёр. Работает в жанрах: драма, комедия, криминал.

## Биография
Гарри — сын актёра Тревора Пикока (англ. Trevor Peacock). В одном из сериалов британского телевидения «Питер Кингдом вас не бросит», Гарри появляется на сцене вместе с Тревором; они играют отца и сына.

Его брат Даниэль (англ. Daniel Peacock) — также английский актёр.

## Фильмография
1. «Путешествия Гулливера» (2010) / англ. Gulliver's Travels ... Lilliputian Royal Guard
2. «Питер Кингдом вас не бросит» (сериал) (2007-2009) / англ. Kingdom ... Tom Case Jnr
3. «Звездные истории» (сериал) (2006-2008) / англ. Star Stories ... David Jason
4. «Доктор Кто» (сериал) (2005 – ...) / англ. Doctor Who ... Proper Dave
5. «Доктор Кто: Конфиденциально» (сериал) (2005-2009) / англ. Doctor Who Confidential ... играет самого себя.
6. «Вэлиант: Пернатый спецназ» (2005) / англ. Valiant ... Recruiting Officer, озвучка
7. «Банк спермы» (2004) / англ. Banker, The ... Crying Man
8. «Иуда» (ТВ) (2004) / англ. Judas ... John
9. «Индийская мечта» (ТВ) (2003) / англ. Indian Dream ... Mark
10. «Кин Эдди» (сериал) (2003-2004) / англ. Keen Eddie ... Simon
11. «Тугая струна» (сериал) (2002-2008) / англ. Wire in the Blood ... Victor Del Angelo
12. «Станция Джима» (ТВ) (2001) / англ. Station Jim ... George
13. «Отчаянные авантюристы» (2001) / англ. High Adventure ... Johnny Ford
14. «Моя семья» (сериал) (2000-2009) / англ. My Family ... Mr. Bradley's Grandson
15. «Дни как эти» (сериал) (1999) / англ. Days Like These ... Dylan Jones
16. «Я всего лишь хочу поцеловать тебя» (1998) / англ. I Just Want to Kiss You ... Danny
17. «Пойман с поличным» (видео) (1997) / англ. Caught in the Act ... Mario the Magician
18. «Джонатан Крик» (сериал) (1997-2004) / англ. Jonathan Creek ... Floyd Goodman
19. «Чисто английские убийства» (сериал) (1997 – ...) / англ. Midsomer Murders ... Patrick Bradley
20. «Пирог в небе» (сериал) (1994-1997) / англ. Pie in the Sky ... Mez
21. «Чисто английское убийство» (сериал) (1984-2010) / англ. Bill, The ... Alan Tovey

### Личная жизнь
В 2007 году Пикок объявил о своей помолвке с Кэтрин Паркинсон (англ. Katherine Parkinson) — британской актрисой; в 2009 году он уже был её мужем.